# Miloud Aouiti
 (mai 2019).
 (mai 2019).
Miloud Aouiti est un footballeur algérien né le 20 juillet 1980 à Batna. Il évoluait au poste de gardien de but.

## Biographie
Miloud Aouiti évolue en première division algérienne avec les clubs du CA Batna et du CA Bordj Bou Arreridj. De 2002 à 2011, il joue 52 matchs en première division, sans inscrire de but.